# Пламен Грозданов
Пламен Иванов Грозданов е български дипломат и бизнесмен.
Завършва с отличие Висшия икономически институт „Карл Маркс“ в София (днес УНСС) и Дипломатическата академия в Москва (1980).

## Кариера
- Министерство на външните работи (1977-1992, от 2006), включително на дипломатическа работа зад граница:
  - дипломат в Посолството на България в Хелзинки, Финландия (1981 – 1985)
  - заместник постоянен представител на България в ООН (1989-1992)
  - посланик на България в Русия (октомври 2006 – април 2012)
  - посланик на България в Туркменистан (март 2009 – април 2012)
- частен сектор (1992 – 2006)

Понастоящем е изпълнителен директор на Съюз „Произведено в България“.
Лауреат е на Международната премия на светите равноапостоли Кирил и Методий (2009).
Женен е, има 2 сина.